# 来たり給え、創造主なる聖霊よ
来たり給え、創造主なる聖霊よ（きたりたまえ、そうぞうしゅなるせいれいよ、ウェニ・クレアトール・スピリトゥス 、Veni Creator Spiritus）、はグレゴリオ聖歌で歌われるイムヌスで「もっとも有名な聖歌」である。これは9世紀にラバヌス・マウルスによって書かれた。カトリック教会で伝統的にうたわれてきた。ペンテコステを記念する聖歌である。ミクソリディア旋法によって歌われる。

## 祈祷文
Hymnus: “Veni, creator spiritus”

Veni, creator spiritus,

Mentes tuorum visita;

Imple superna gratia,

Quae tu creasti pectora.

Qui Paraclitus diceris,

Donum Dei altissimi,

Fons vivus, ignis, caritas,

Et spiritalis unctio.

Infirma nostri corporis

Virtute firmans perpeti;

Accende lumen sensibus,

Infunde amorem cordibus.

Accende lumen sensibus,

Infunde amorem cordibus.

Hostem repellas longius,

Pacemque dones protinus;

Ductore sic te praevio

Vitemus omne pessimum.

Tu septiformis munere,

Dexterae paternae digitus.

Tu rite promissuum Patris,

Sermone ditans guttura.

Per te sciamus da Patrem,

Noscamus atque Filium,

Te utriusque spiritum

Credamus omni tempore.

Accende lumen sensibus,

Infunde amorem cordibus.

Veni, creator spiritus.

Qui Paraclitus diceris,

Donum Dei altissimi.

Da gaudiorum praemia,

Da gratiarum munera;

Dissolve litis vincula,

Adstringe pacis foedera.

Pacemque dones protinus,

Ductore sic te praevio

Vitermus omne pessimum.

Gloria Patri Domino,

Deo sit gloria et Filio

Natoque, qui a mortuis

Surrexit, ac Paraclito

In saeculorum saecula.
イムヌス:来たり給え、創造主なる聖霊よ

来たれ、創造主たる聖霊よ

人間たちの心に訪れ

なんじのつくられし魂を

高き恵みをもってみたしたまえ

慈悲深き主と呼ばれし御身

至高なる神の賜物

それは生の泉・火・愛

そして霊的な聖なる油

われらが肉体の弱さを

絶えざる勇気を持ち力づけ、

光をもって五官を高め

愛を心の中に注ぎたまえ

光をもって五官を高め

愛を心の中に注ぎたまえ

敵を遠ざけて

ただちに安らぎを与えたまえ

先導主なるあなたにならって

われらをすべての邪悪から逃れさせよ。

御身は7つの贈り物により

御尊父の右手の指にいらっしゃる

御尊父より約束された尊い者なる御身

人の喉に御言葉を豊かに与え給う

御身によってわれら尊父を知り、

御子をも知らせ給え。

両位より出現した聖霊なる

御身をいつの時にも信ぜさせ給え。

光をもって五官を高め

愛を心の中に注ぎたまえ。

来たれ！創造主なる聖霊よ

慈悲深き主と呼ばれた御身

至高なる神の賜物

天の喜びを贈り給え

大きな報いを与え給え

争いの結び目を解き、

平和の誓いを堅くし給え。

ただちにやすらぎを与えたまえ

先導主である御身にならって

われらをすべての悪より逃れさせよ。

主なる父に栄光あれ

死よりよみがえった

聖なる子、そして聖霊に

千代に渡って栄光あれ。

## 編曲および使用例
- マルティン・ルターはこれをドイツ語に翻訳した。
- ヨハン・ゼバスティアン・バッハのコラール前奏曲、Komm, Gott Schöpfer, heiliger Geist, BWV.631や無伴奏ヴァイオリンのためのソナタとパルティータ、ソナタ第三番 BWV.1005で使われている。
- グスタフ・マーラーの交響曲第8番にラテン語で使われる。
- モーリス・デュリュフレのオルガン曲『「来たれ創り主なる聖霊」による前奏曲、アダージョとコラール変奏曲』では主題に使われている。
- フランシス・プーランクのオペラ『カルメル会修道女の対話』第3幕第4場にて、最終節（栄唱に相当する部分）が歌われる。
- カールハインツ・シュトックハウゼンの『時間 Klang』の2時間目『喜び』にVeni Creatorのテキストが使われているが、旋律は伝統的グレゴリオ聖歌とは異なり、微分音によるセリーで作られている。
- エクトル・ベルリオーズは、晩年の1861-68年頃に、女声合唱曲として作曲。1998年の全日本合唱コンクールではこの曲が課題曲に用いられた。
- 映画『尼僧物語』（フレッド・ジンネマン監督、オードリー・ヘプバーン主演）で、この聖歌が歌われているのを聴くことができる。
- 賛美歌（1954年版）では「きたれや、みたまよ」として、小塩力と由木康の訳詩により収録されている。